# يمام بربري
اليمام البربري أو اليمام المطوق (الاسم العلمي: Streptopelia risoria) هو إحدى أنواع الطيور ويشبه الحمام إلى حد كبير ولكن الفرق إن لون اليمام هو البنى ويعيش بكثرة في سوريا والعراق ومصر والسعودية وهو من الطيور غير المستأنسة أي التي لا تربى في المنازل.

## الجنس
يصعب التفريق الشكلي بين الذكر والأنثى بسبب تقارب الحجم والشكل، إلا أن الذكور تغرد والغريب أن بعض الإناث تغرد أحيانا، الذكور يكون لون أقدامها أغمق من الإناث واليمام هو حمام برى تبيض الأنثى بيضتان الفرق بينهما حوالى 45 ساعة

## الغذاء
الدخن الأبيض، الدجر، البر، العدس، البازلاء، الحبوب الصغيرة وما شابهها

## الوصف
اللون البني الباهت حيث يكون الصدر مائل للبياض، تتدرج ألوان العينين من الأصفر للبرتقالي للوردي للأحمر ومن الأحمر الغامق للأسود، وذلك بحسب النوعية ونفس الشئ بالنسبة للمنقار، يوجد طوق على الرقبة، أما القمري الخارجي فلونه أبيض خالص وبدون طوق على الرقبة ويخطئ الكثير بتسميته القمري الهولندي حيث أن مصدره الحقيقي هو الهند، ويوجد هناك القمري البني الباهت والغامق وهنالك النادر منه وهو الأسود وجميعها بها طوق على الرقبة، وهنالك ألوان تخالطيه منها راجع إلى تزاوج الأنواع ببعضها ويوجد بها طوق خفيف على الرقبة